# 403

## Decese
- 12 mai: Epifanie de Salamina, scriitor creștin și episcop (n. 315)